# Mammillaria albicoma
Espèce
Statut de conservation UICN

 EN  : En danger

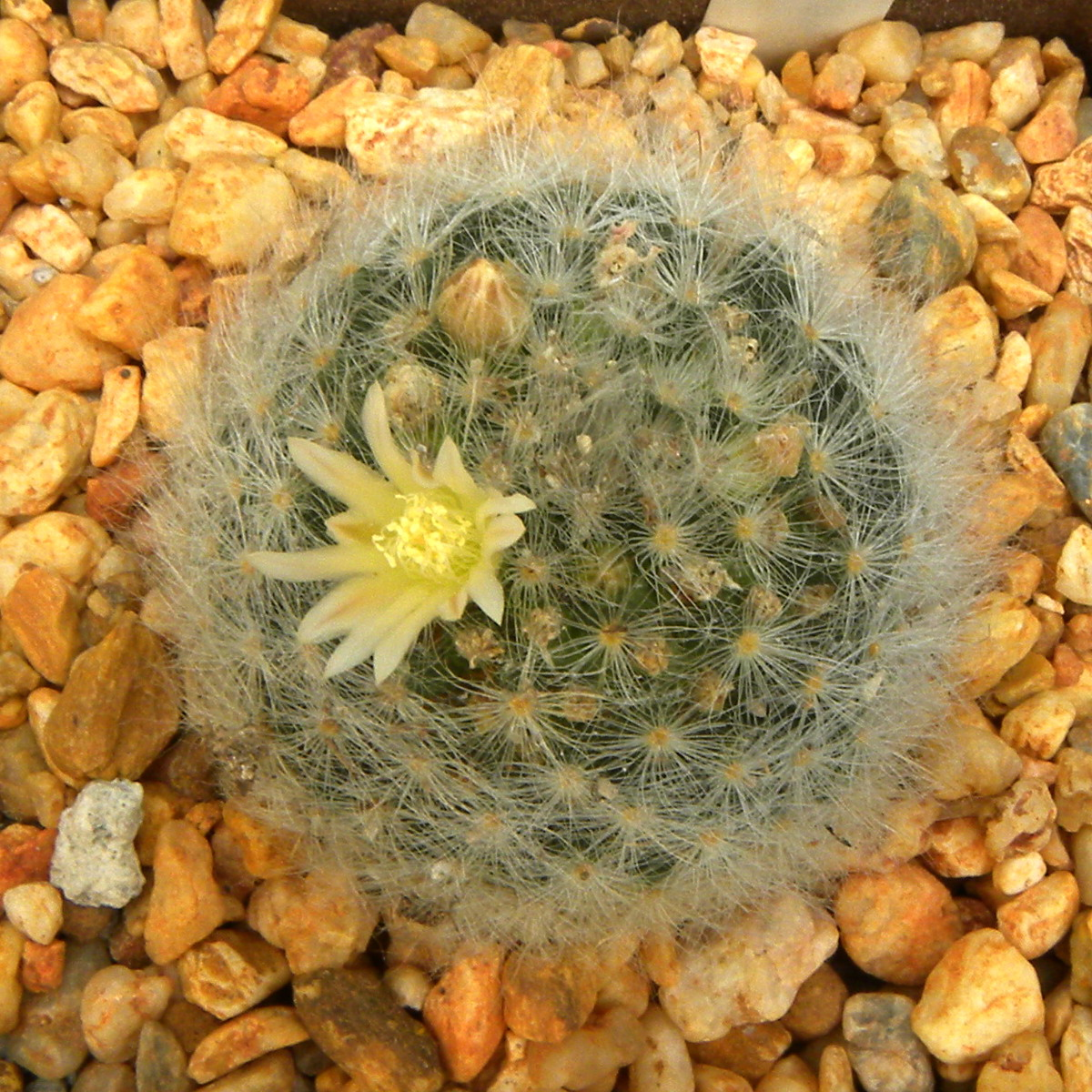
M.albicoma en fleur

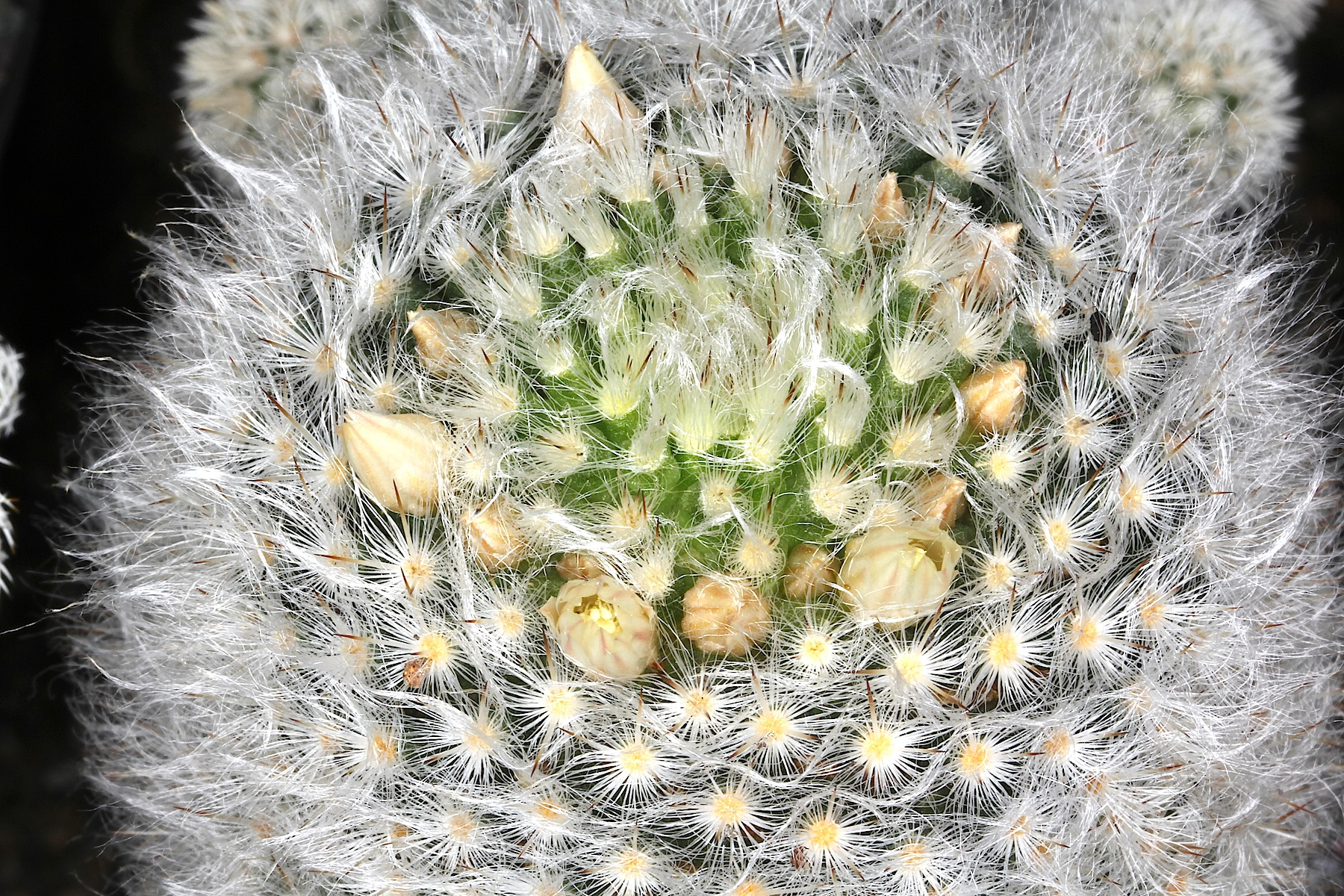
Début de floraison. Quelques nœuds portant les épines (feuilles) et poils sont visibles

Mammillaria albicoma est une espèce de cactus du genre Mammillaria endémique du nord-est du Mexique et plus particulièrement de l'État du Nuevo León. C'est une espèce en danger d'extinction.

## Description
La plante est constituée d'une sphère couverte d'épines blanches placées en étoile autour de nœuds doublées de poils. Ces poils servent principalement à réguler la consommation et la retenue de l'eau dans la plante, une meilleure régulation de la température et une barrière pour certains insectes.
La floraison (en Europe et plus généralement au nord du tropique du Cancer) se fait de mars à juillet. Les fleurs d'albicoma se présentent la plupart du temps en couronne, sur la partie supérieure de la plante, exposée à la lumière du soleil et aux insectes et oiseaux pollinisateurs. Elles sont de différentes nuances de jaune.
Cette espèce fut décrite scientifiquement pour la première fois par le botaniste Friedrich Bödeker en 1929.

## Étymologie
Le terme provient de deux mots latins: 
Mammillaria: en forme de mamelle, proéminence.
et 
albicoma, lui-même formé de deux mots: albi (blanc) et coma (singulier de cheveux): couvert de cheveux blancs.

## Habitat
M.albicoma croît naturellement en moyenne montagne et sur les coteaux élevés